# Bahnhof Sömmerda
Der Bahnhof Sömmerda ist der Bahnhof der thüringischen Kreisstadt Sömmerda. Er ist Knotenpunkt des ÖPNV im gesamten Landkreis Sömmerda und der einzige Turmbahnhof Thüringens. Im Jahre 1874 wurde er eröffnet. Durch die Inbetriebnahme der Bahnstrecke Erfurt–Sangerhausen 1881 kreuzen sich dort zwei Strecken.

## Lage und Aufbau
Der Bahnhof Sömmerda befindet sich am Streckenkilometer 12,6 der Bahnstrecke Straußfurt–Großheringen (Pfefferminzbahn). An der kreuzenden Bahnstrecke Sangerhausen–Erfurt liegt er an Kilometer 44,9. Hinsichtlich der Lage im Netz spricht man von einem Kreuzungsbahnhof. Bei der Bauform handelt es sich um einen Turmbahnhof. Auf südwestlicher Seite des Bahnhofs ist die Pfefferminzbahn mit der Erfurt-Sangerhäuser Strecke über eine Verbindungskurve miteinander verbunden.
Der Bahnhof liegt gut einen Kilometer nordöstlich des Sömmerdaer Stadtkerns. In der unmittelbaren Umgebung befinden sich Wohn- und Industriegebiete. Die anliegenden Straßen sind die Bahnhofstraße, die Schillerstraße und die Lessingstraße.
An der Pfefferminzbahn sind die benachbarten Stationen der nicht mehr im Personenverkehr bediente Bahnhof Weißensee, etwa fünf Kilometer weiter westlich. In östlicher Richtung ist dies der Haltepunkt Kiebitzhöhe, knapp sechs Kilometer entfernt gelegen. An der anderen Strecke liegt der Haltepunkt Großrudestedt ungefähr acht Kilometer südlich entfernt, in nördlicher Richtung der Haltepunkt Leubingen, rund fünf Kilometer entfernt.

## Geschichte
Die erste Eisenbahnstrecke erreichte Sömmerda am 14. August 1874. Es war die Pfefferminzbahn, die Straußfurt im Westen über Sömmerda mit Großheringen im Osten verband. Eine besondere verkehrstechnische Bedeutung hatte der Sömmerdaer Bahnhof zu dieser Zeit noch nicht. Kölleda war als betrieblicher Mittelpunkt der Strecke anzusehen. Das Ausmaß der Gleisanlagen war eher bescheiden. Es gab das durchgehende Hauptgleis sowie ein Umfahrgleis und zwei Ladegleise. Eines dieser Ladegleise besaß eine Rampe. Es standen neben einem kleinen Empfangsgebäude ein Haus- und ein Zwischenbahnsteig sowie ein kleiner Güterschuppen zur Verfügung.
Als am 24. Oktober 1881 die zweite und wichtigere Bahnstrecke Sangerhausen–Erfurt durch Sömmerda eröffnet wurde, musste man den Bahnhof zu einem Turmbahnhof erweitern, um beide Strecken verknüpfen zu können. Der Erfurt-Sangerhäuser Strecke errichtete man auf einem Damm, da sie durch ein Feuchtgebiet verlief. Dies war günstiger als eine Trockenlegung. Der nicht-niveaugleiche Bau der Strecken war auch für das Militär von großem Nutzen, da es bei einem Truppenaufmarsch nicht durch Gleisblockaden aufgehalten werden konnte. Um die beiden Strecken miteinander verbinden zu können, entstand in diesem Zusammenhang eine Verbindungskurve. An ihr wurden weitere Güterverkehrsanlagen wie ein Güterschuppen, ein Freiladegleis und eine Rampe neu errichtet.
Das an der Pfefferminzbahn errichtete Empfangsgebäude blieb erhalten. An der Hauptbahn (Sangerhausen–Erfurt) entstand lediglich ein kleinerer Holzschuppen. Durch die fortschreitende Industrialisierung nahmen sowohl die Fahrgastzahlen als auch das Güterverkehrsaufkommen rapide zu. Dies machte einen Umbau der Gleisanlagen im oberen Teil notwendig, der im Jahre 1898 stattfand. Der Holzschuppen der Hauptbahn wurde durch ein halbmassives Gebäude mit größerem Warteraum ersetzt. Zusätzlich kam es zur Verlängerung des Haus- und des Zwischenbahnsteiges.
1936 fanden weitere wesentliche Veränderungen am Bahnhof statt. Im Zuge der Kriegsvorbereitungen wurden die Dreyse-Werke ausgebaut. Damit ging auch ein erneuter Ausbau des Bahnhofs einher. Es pendelten viele Werktätige nach Sömmerda, aber auch nach Erfurt und Kölleda. Die Züge sollten durch den Ausbau zügiger abgefertigt werden. Im oberen Bahnhofsteil verlegte man das Gleis 3. Dabei entstand auch ein Mittelbahnsteig mit hölzerner Überdachung. Es folgte der Ausbau des Empfangsgebäudes an der Hauptbahn zum Gebäude des gesamten Bahnhofs. Auch am Bahnsteig der Pfefferminzbahn kam eine Holzüberdachung hinzu. Allerdings fungierte sein Gebäude nur noch als Warteraum. Die Gütergleise wurden erweitert und zwei Gleisanschlüsse neu errichtet. Bis zum Ende des Zweiten Weltkrieges ergaben sich keine weiteren Veränderungen an den Bahnhofs- und Gleisanlagen.
Nach Kriegsende fielen Reparationsleistungen an die Sowjetunion an. Dies betraf in Sömmerda besonders den oberen Bahnhofsteil. Gleis 3 wurde entfernt. Auch Weichen an der Bahnhofsausfahrt in Richtung Erfurt waren davon betroffen. Flankenfahrt-Schutzweichen mussten demontiert werden. Dieser Zustand dauerte bis in die 1970er Jahre an.
1961 erfolgten Gleis- und Weichenerneuerungen im unteren Bahnhofsteil. Ebenso fand eine Modernisierung der dortigen Bahnsteige statt. Zu einem weiteren Aufschwung des Bahnverkehrs kam es durch den Ausbau eines Büromaschinenwerkes, dessen Belegschaft fast zur Hälfte mit der Bahn anreiste. Auch viele Arbeiter, die nach Erfurt oder Kölleda unterwegs waren, nutzten den Bahnhof. Das nach 1945 demontierte Gleis 3 wurde 1972 wieder aufgebaut und in erster Linie als Güter- und Umfahrgleis genutzt. Es kam auch wieder zum Einbau von Flankenschutzweichen.
1974 fand anlässlich des 100-jährigen Streckenjubiläums der Pfefferminzbahn eine Fahrzeugschau im Bahnhof statt.
Zu Beginn der 1980er Jahre wurde der Wasserturm des Bahnhofs abgerissen. Die damals noch verbliebenen Wasserkräne wurden ebenso entfernt. Zu Modernisierungen des Empfangsgebäudes kam es erst wieder 1986. Man verputzte es auch neu. Empfangshalle, Warteräume und Bahnhofsgaststätte wurden umgestaltet. Die Bahnsteige erhielten neben Bänken und Papierkörben modern wirkende Stationsschilder und Informationstafeln. Auch der Bahnhofsvorplatz wurde neu gestaltet.
In den Jahren 1993/94 zeigten sich mehr und mehr Risse in der Empfangshalle. Anfang 1995 musste sie baupolizeilich gesperrt werden. Der Grund dafür waren Bodenverschiebungen, die auf eine zu schwere Bodenplatte und das Entfernen einer Stützmauer 1986 zurückzuführen waren. So wurde die Halle im Frühjahr 1996 abgerissen. Es war danach geplant, eine moderne Glas-Stahl-Konstruktion entstehen zu lassen. Diese sollte eine Fahrkartenausgabe und einige kleinere Geschäfte beherbergen. Die geplanten Kosten von etwa 300.000 Mark erschienen zu hoch, sodass ein Jahr lang erst einmal keine Bauarbeiten begannen.
Weitere Rückbaumaßnahmen fanden im September und Oktober 1996 statt. Es wurde die doppelte Kreuzungsweiche am Rampengleis des Güterbahnhofs sowie die Gleisverbindung vom Güterbahnhof in Richtung Großheringen entfernt. Diese Maßnahmen sollten vermutlich hohe Kosten zur Instandhaltung der Weichen verringern.
Neue Planungen bezüglich des Empfangsgebäudes kamen im Jahre 1997 auf. Die Planungen der Stahl-Glas-Konstruktion waren offenbar verworfen worden. Stattdessen starteten Arbeiten an der Straßenseite des Gebäudes, um unschöne Stellen nach dem Abriss zu kaschieren. Weitere Abrisspläne gab es für die Bahnhofsgaststätte und für einen 1898 errichteten Mittelbau, denn es fanden sich keine Nutzer. Es war geplant, dass Fahrkartenausgabe und Bahnhofsmanagement in den verbliebenen Klinkerbau einzogen.
Seit dem 30. Juni 1997 ist der obere Bahnhofsteil aufgrund von Rationalisierungsmaßnahmen bis auf die Fahrkartenausgabe unbesetzt. Der Fahrdienstleiter ist seit dem Zeitpunkt im ehemaligen Empfangsgebäude der Pfefferminzbahn untergebracht. In diesem Zusammenhang wurden auch die Weichen zu den Aufstellgleisen aus Richtung Sangerhausen entfernt. Lichtsignale ersetzten nun Formsignale. Anfang 1998 zog die Fahrkartenausgabe um. Da man die Sicherheit der Reisenden erhöhen wollte, wurde im Frühjahr 1998 bei laufendem Betrieb mit dem Bau einer Bahnsteigunterführung zum Mittelbahnsteig begonnen. Am Bahnhofsvorplatz war die nötige Baufreiheit dafür geschaffen worden, nachdem einige Nebengebäude abgerissen worden waren. Am 19. November 1998 konnte die neue Unterführung der Öffentlichkeit übergeben werden. Auch Aufzüge wurden errichtet, um Barrierefreiheit zu schaffen. Der Posten des „Reisendensicherers“, der mit einer Handschranke den Übergang von Gleis 1 zu Gleis 2 im oberen Teil sicherte, konnte dadurch gestrichen werden.
Im Januar 1999 wurden weitere Nebengebäude abgerissen und das Gelände planiert. Während dieser Bauarbeiten war Gleis 1 für den Verkehr gesperrt. Zusätzlich wurde der Bahnhofsplatz umgestaltet und eine überdachte Fahrradabstellanlage errichtet. Das Investitionsvolumen betrug 5,5 Millionen DM.
Die Elektrifizierung der Strecke erfolgte bis Ende der 1990er Jahre. Am 9. Dezember 2007 wurde der Personenverkehr auf dem Abschnitt Straußfurt–Sömmerda eingestellt, der Abschnitt Buttstädt–Großheringen folgte am 9. Dezember 2017. Die Regionalbahnen verkehren auf der Pfefferminzbahn seitdem nur noch zwischen Sömmerda und Buttstädt.

### Verkehrszahlen
| Jahr | verkaufte Fahrkarten | Stückgut Empfang | Stückgut Versand | Wagenladungen Empfang | Wagenladungen Versand |
| ---- | -------------------- | ---------------- | ---------------- | --------------------- | --------------------- |
| 1895 | 77.000               | 1.200 t          | 1.700 t          | 16.000 t              | 12.300 t              |
| 1900 | 88.800               | 1.700 t          | 1.200 t          | 31.100 t              | 19.900 t              |
| 1913 | 134.000              | 3.600 t          | 2.300 t          | 49.800 t              | 54.800 t              |
| 1924 | 184.700              | 2.500 t          | 1.800 t          | 40.000 t              | 25.600 t              |

1938 waren 255.000 Reisende und ein Güterumschlag von 133.000 t zu verzeichnen.

## Anlagen

### Bahnsteige
Zur Barrierefreiheit ist der Bahnsteig 1 über eine Rampe und der Bahnsteig 2/3 (Inselbahnsteig) über einen Aufzug zu erreichen. Die Bahnsteige 4 und 5 sind barrierefrei erreichbar, allerdings haben sie eine deutlich geringere Höhe als die Fahrzeugböden der eingesetzten Triebwagen. Der Bahnsteig 5 ist durch einen Überweg zu erreichen.
| Gleis | Länge in m | Höhe in cm |
| ----- | ---------- | ---------- |
| 1     | 146        | 55         |
| 2     | 146        | 55         |
| 3     | 146        | 55         |
| 4     | 85         | 28         |
| 5     | 80         | 26         |

### Stellwerke
Im Laufe der Zeit entstanden folgenden Stellwerke in Sömmerda:
| Bezeichnung | Funktion | Typ                | Inbetriebnahme  | Außerbetriebnahme | Anmerkungen                    |
| ----------- | -------- | ------------------ | --------------- | ----------------- | ------------------------------ |
| Sö          |          | El                 | 28. Juni 1997   | in Betrieb        |                                |
| Sr          | Fdl      | mech               |                 | 28. Juni 1997     | ob Bf                          |
| Ss          | Ww       | mech               |                 | 28. Juni 1997     | ob Bf                          |
| Su          | Fdl      | mech, Bauart Jüdel |                 | 27. August 2008   | unt Bf; bis 26. August 1997 Ww |
| Suf         | Fdl      | E 12/78            | 27. August 2008 | in Betrieb        |                                |
| Sw          | Ww       | mech, Bauart Jüdel |                 | 27. August 2008   | und Bf                         |

## Verkehrsanbindung
Im Fahrplanjahr 2024/2025 verkehren in Sömmerda folgende Linien.
| Linie | Linienverlauf                                         | Takt min     | EVU                            |
| ----- | ----------------------------------------------------- | ------------ | ------------------------------ |
| RE 10 | Erfurt – Sömmerda – Sangerhausen – Güsten – Magdeburg | 120          | DB Start                       |
| RB 59 | Erfurt – Sömmerda – Sangerhausen                      | 120          | Abellio Rail Mitteldeutschland |
| RB 27 | Sömmerda – Kölleda – Buttstädt                        | 120 60 (HVZ) | Erfurter Bahn                  |

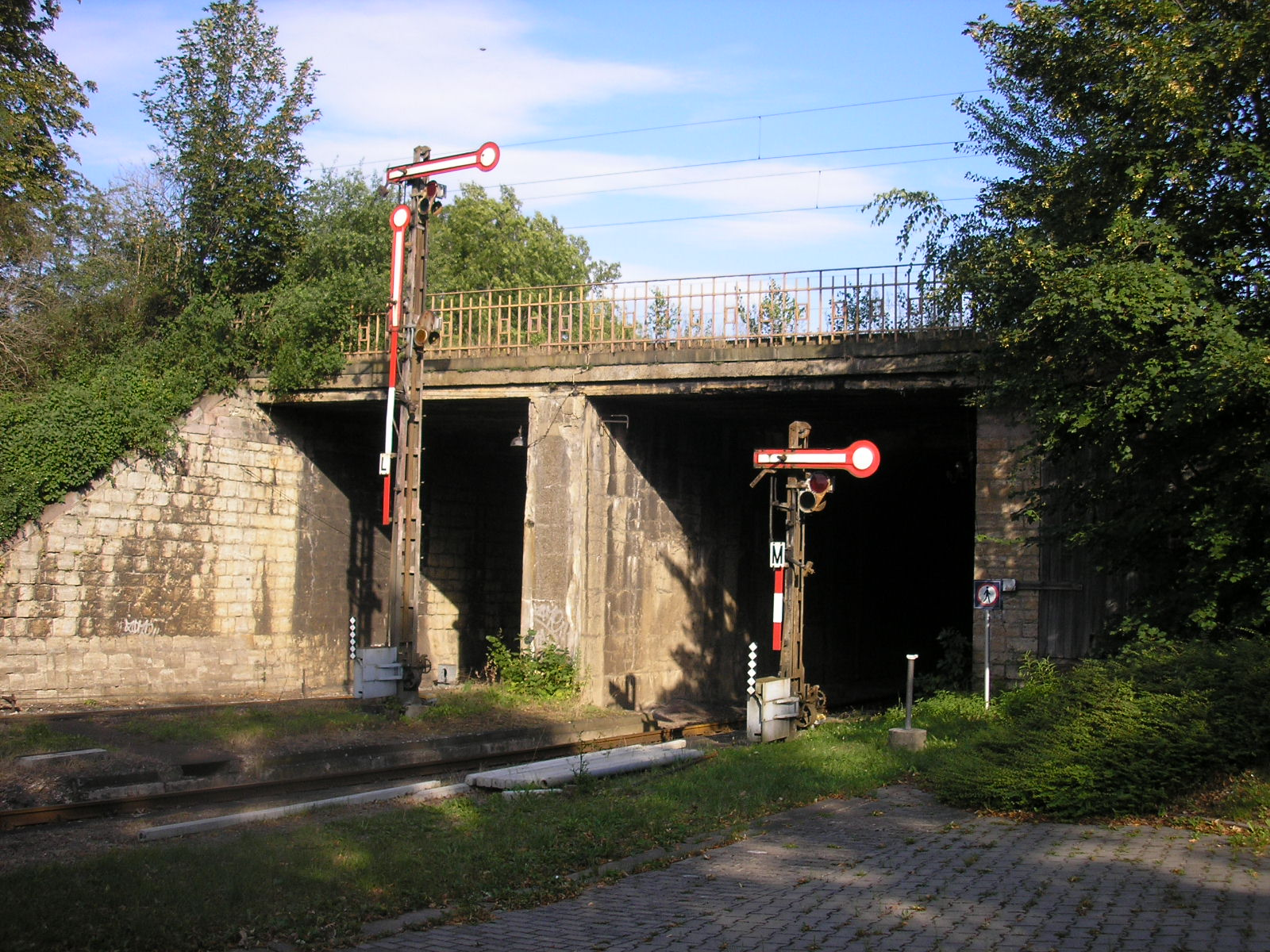
Kreuzungsbereich im Turmbahnhof
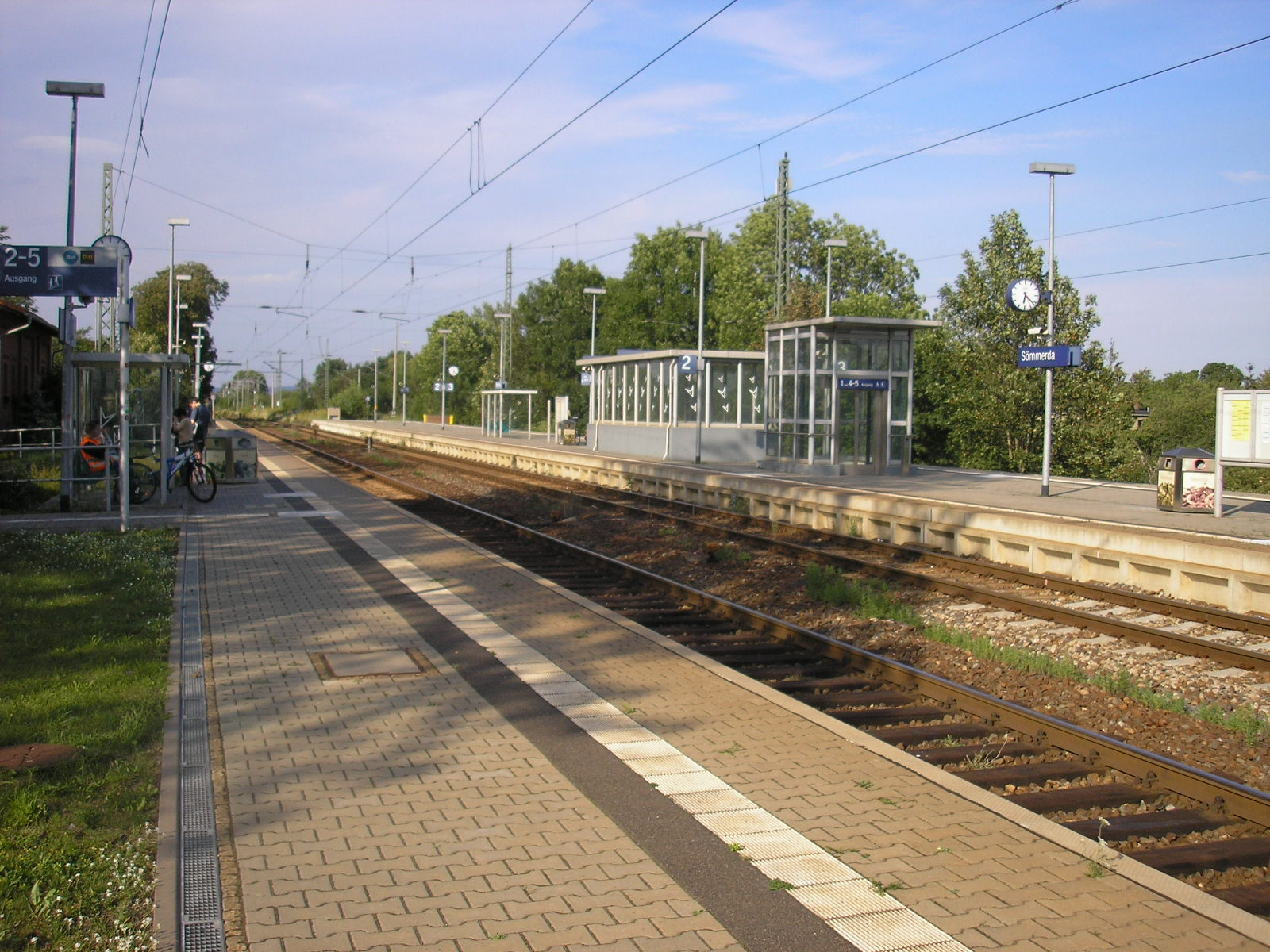
Gleise 1–3 (oben)
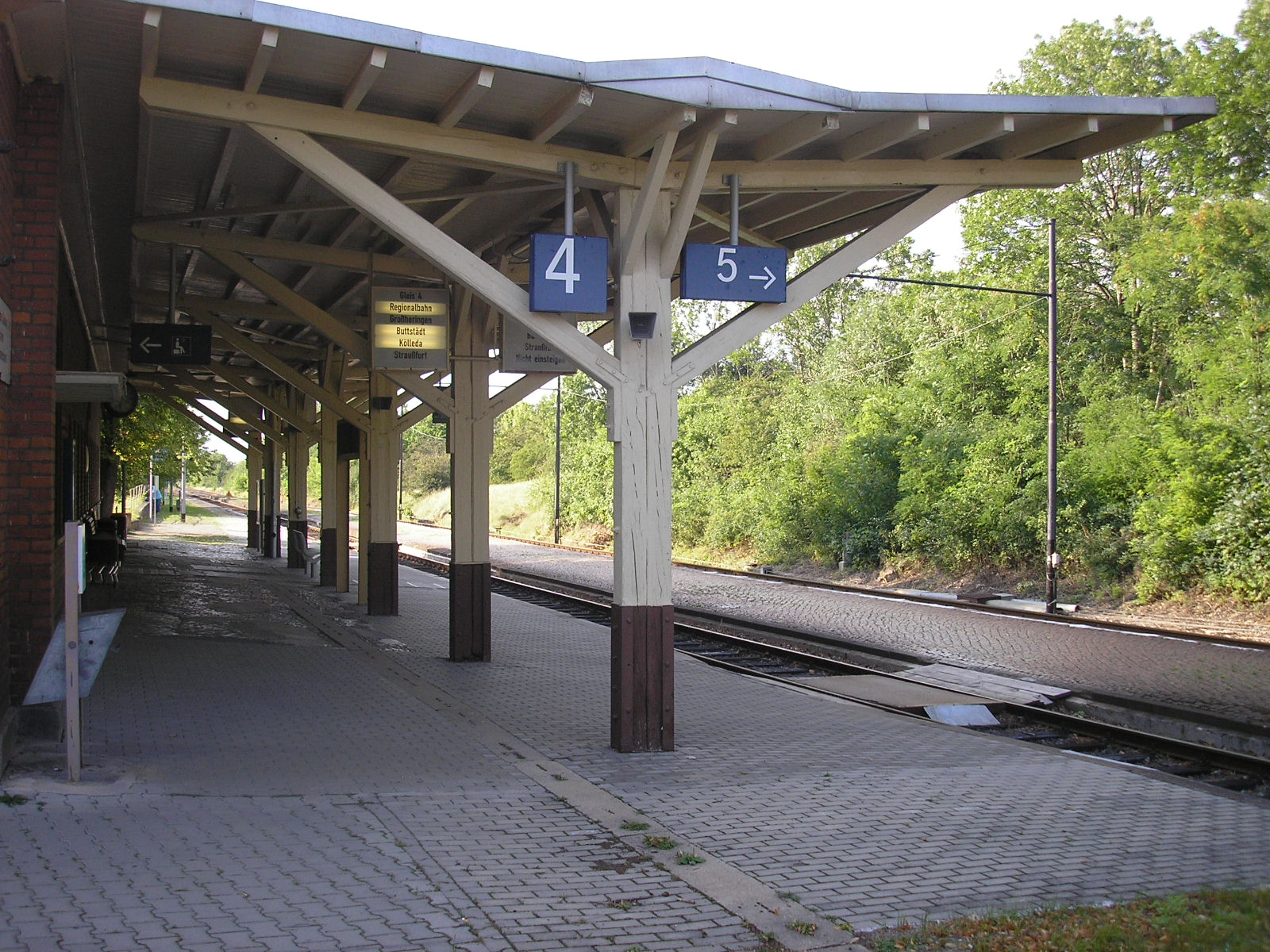
Gleise 4–5 (unten)